# Patinação de velocidade nos Jogos Pan-Americanos de 2023 - 10000 m eliminação feminino
A competição dos 10000 m eliminação feminino da patinação de velocidade integrou o programa da patinação sobre rodas nos Jogos Pan-Americanos de 2023 e foi disputada em 5 de novembro de 2023 no Patinódromo, em Ñuñoa. Um total de 11 patinadoras de 10 Comitês Olímpicos Nacionais (CON) participaram do evento.

## Calendário
Horário local (UTC−3).
| Data          | Hora | Fase  |
| ------------- | ---- | ----- |
| 5 de novembro | 9:40 | Final |

## Medalhistas
| Ouro   | COL Fabriana Arias  |
| Prata  | COL Gabriela Rueda  |
| Bronze | ECU Gabriela Vargas |

## Resultados
A competição foi disputada em uma única fase. As patinadoras que ficarem em último lugar nos sprints são eliminadas, até restar três patinadoras que definem as posições de medalhas.
| Pos.              | Patinadora         | CON                                 | Tempo     | Dif.   |
| ----------------- | ------------------ | ----------------------------------- | --------- | ------ |
| Medalha de ouro   | Fabriana Arias     | COL Colômbia                        | 17:46.877 |        |
| Medalha de prata  | Gabriela Rueda     | COL Colômbia                        | 17:47.448 | +0.571 |
| Medalha de bronze | Gabriela Vargas    | ECU Equador                         | 17:47.638 | +0.761 |
| 4                 | Angy Quintero      | VEN Venezuela                       | EL        | EL     |
| 5                 | Valentina Letelier | MEX México                          | EL        | EL     |
| 6                 | Javiera San Martín | CHI Chile                           | EL        | EL     |
| 7                 | Angélica Díaz      | EAI Equipe de Atletas Independentes | EL        | EL     |
| 8                 | Rocío Berbel       | ARG Argentina                       | EL        | EL     |
| 9                 | Darian O'Neil      | USA Estados Unidos                  | EL        | EL     |
| 10                | Rocío Proenza      | CUB Cuba                            | EL        | EL     |
| 11                | Sofia Scheibler    | BRA Brasil                          | EL        | EL     |